# Ільїновка (Покровська сільська рада)
Ільї́новка (рос. Ильиновка, башк. Ильиновка) — присілок у складі Федоровського району Башкортостану, Росія. Входить до складу Покровської сільської ради.
Населення — 32 особи (2010; 45 в 2002).
Національний склад:
- росіяни — 98%